# Amatori Volley Bari
Amatori Volley Bari är en volleybollklubb (damer) från Bari, Italien. Klubben grundades 1968. Klubben debuterade i serie A (högsta serien) 1976-1977. Då seriesystemet nästa säsong omorganiserades kom klubben att spela i den nästa högsta serien, serie A2. Klubben vann serien och spelade åter i högsta serien, nu serie A1. Första säsongen vann de serien och blev därigenom italienska mästare. De blev också första italienska (och första icke-tyska) lag att vinna den europeiska tävlingen CEV Cup 1983-1984 (tävlingen heter numera CEV Challenge Cup). Klubben vann italienska cupen 1987-1988. Därefter tappade klubben i konkurrenskraft. De sålde sin spellicens i slutet av 1990-talet för att fokusera på ungdomsverksamheten och har sedan dess hållit till i de lägre serierna. 